# Платонов, Григорий Фёдорович
Григорий Фёдорович Платонов (8 января 1897 год, деревня Рамешки, Тверская губерния — 26 апреля 1977 год, посёлок Центральный, Владимирская область) — директор племенного совхоза «Пролетарий» Вязниковского района Владимирской области. Герой Социалистического Труда (1966).

## Биография
Родился в 1897 году в крестьянской семье в деревне Рамешки. В 1916 году окончил сельскохозяйственное училище в Бежецке. Потом работал агрономом в Тверской губернии и на Поволжье. С 1934 года — старший агроном племенного совхоза «Пролетарий» Вязниковского района. В 1941 году был назначен его директором.
Под руководством Григория Платонова совхоз неоднократно занимал лидирующие позиции по производству сельскохозяйственной продукции во Владимирской области и стал одним из самых известных сельскохозяйственных предприятий в СССР. Указом Президиума Верховного Совета СССР от 22 марта 1966 года за достигнутые успехи в развитии животноводства, увеличении производства и заготовок мяса, молока, яиц, шерсти и другой продукции удостоен звания Героя Социалистического Труда с вручением ордена Ленина и золотой медали «Серп и Молот».
После выхода на пенсию в 1968 году проживал в посёлке Центральный Вязниковского района, где скончался в 1977 году.